# Едервіль (Кентуккі)
Едервіль (англ. Adairville) — місто, розташоване в окрузі Лоґан, Кентуккі, США. За переписом 2000 року населення становить 920 осіб.

## Географія
Едервіль розташоване на координатах 36°40′7″ пн. ш. 86°51′14″ зх. д. / 36.66861° пн. ш. 86.85389° зх. д. (36.668489,-86.853987). Згідно Бюро перепису населення США, місто має площу в 3.4 км².

## Демографія
За переписом 2000 року в Едервілі проживає 920 осіб, є 398 домогосподарств та 267 сімей, що проживають в місті. Густота населення 271.2 осіб/км². У місті 431 одиниці житла із середньою щільністю 127.0 осіб/Км². Расовий склад складається з 79,13% білих, 18,70% афроамериканців, 0,43% корінних американців, 0,87% інших рас і 0,87% — дві або більше рас. латиноамериканців будь-якої раси — 2,61%.
У місті є 398 домогосподарств, у яких 28,4% сімей мають дітей віком до 18 років, які проживають з ними, є 47,2% подружніх пар, що живуть разом, 16,8% жінок проживають без чоловіків, а 32,9% не мають родини. 31,4% всіх домогосподарств складаються з окремих осіб і 16,3% є самотні люди у віці 65 років та старше. Середній розмір домогосподарства 2.31, середній розмір родини 2.79.
У місті проживає 23,5% населення у віці до 18 років, 7,4% з 18 до 24 років, 26,4% з 25 до 44 років, 26,1% від 45 до 64 років і 16,6% від 65 років та старше. Середній вік становить 40 років. На кожні 100 жінок припадає 85.9 чоловіків, а на кожні 100 жінок у віці 18 років та старше припадає 79.6 чоловіків.
Середній дохід на домогосподарство становить $27,266, середній дохід на сім'ю $40,139. Чоловіки мають середній дохід $26,618 проти $20,568 у жінок. Дохід на душу населення в місті дорівнює $15,490. 9,6% сімей або 13,9% населення живуть за межею бідності, у тому числі 14,9% з них молодше 18 років і 21,1% у віці 65 років та старше.